# Bar-le-Duc
Bar-le-Duc – miejscowość i gmina we Francji, w regionie Grand Est, w departamencie Moza.
Według danych na rok 1990 gminę zamieszkiwało 17 545 osób, a gęstość zaludnienia wynosiła 743 osób/km² (wśród 2335 gmin Lotaryngii Bar-le-Duc plasuje się na 12. miejscu pod względem liczby ludności, natomiast pod względem powierzchni na miejscu 122.).
W latach 1354–1766 miasto było stolicą Księstwa Bar.
W 1887 w Bar-le-Duc zmarł Laurent-Charles Maréchal. 

## Współpraca
Tambow
 Griesheim
  Wilkau-Haßlau
  Gyönk